# مرغان (فیلم ۱۹۲۱)
مرغ (انگلیسی: Chickens) یک فیلم به کارگردانی جک نلسون است که در سال ۱۹۲۱ منتشر شد.